# 上海耀中外籍人员子女学校
上海耀中国际学校（英語：Yew Chung International School of Shanghai）是一所位於中华人民共和国上海市的男女同校国际学校，隸屬於香港的耀中教育機構。該校在上海市的浦西和浦东新区有两个校區。  1993年，上海耀中国际学校成立。 該校為2至18岁的學生提供双语（英语和現代標準漢語）教育，並且採用香港英文學校教育模式辦學。該校可以招收持有外国护照人士的子女入學。